# Trogon de Ward
El trogon de Ward (Harpactes wardi) és una espècie d'ocell de la família dels trogònids (Trogonidae) que habita els boscos de les muntanyes del nord-est de Myanmar i nord del Vietnam.